# 777 〜TRIPLE SEVEN〜
『777 〜TRIPLE SEVEN〜』（トリプルセブン）は、2012年8月22日にavex traxから発売されたAAAの7枚目のオリジナルアルバム。

## 概要
- 前作『Buzz Communication』より約1年半ぶりとなるAAA7枚目のオリジナルアルバム。
- 新曲4曲を含む全12曲と、ボーナストラックの全13曲で構成されている。またCDonlyには「Special Summer Medley」が収録されており、全14曲で構成されている。
- 2012年8月21日付オリコンアルバムデイリーチャートで初登場1位を獲得している[1]。オリコンアルバム週間チャートでは初登場2位となった[2]。
- 各盤ボーナストラックとして、2012年8月25日に放送された『ONE PIECE エピソードオブナミ 〜航海士の涙と仲間の絆〜』（フジテレビ・土曜プレミアム枠）の主題歌「ウィーアー!」のカバーが収録される[3]。また、西島隆弘が声優として参加している[4]。
- DVD・Blu-rayには32枚目のシングル「Still Love You」のカップリング曲「I$M」のミュージックビデオが収録されている。
- デビュー7周年記念スペシャル企画「TRIPLE7キャンペーン」応募できる応募券（シリアルナンバー）が初回盤の全ジャケットに封入された。通常盤には封入されない。封入されている作品はシングル「Still Love You」「777 〜We can sing a song!〜」、アルバム『777 〜TRIPLE SEVEN〜』の3作品である。
- 8月23日、アーバンドック ららぽーと豊洲でリリース記念イベントを行った。また、彼らの本格的海外進出を見据えた第一歩として、8月31日に台湾でもリリースされることが発表された。これはAAAにとって初の海外リリースとなる。リリース記念イベントも10月5日に台湾で開催することも発表されていたが、後日中止が発表された。さらに、10月31日に34枚目のシングル「虹」がリリースされていることが明らかになった。当初は発売日・タイトルは未定で発表された。
- 7人で、7年目の、7枚目のアルバムという意味がこの「777」に込められている[5][6]。
- このアルバムを引っ提げて「AAA TOUR 2012 -777- TRIPLE SEVEN」「AAA TOUR 2012 -777- TRIPLE SEVEN 7th Anniversary Autumn stAge」を行った。

## 発売形態

### 発売形態表
| 販売型              | Disc                                       | 収録簡易内容                                                                  | 備考                                     |
| ------------------- | ------------------------------------------ | ----------------------------------------------------------------------------- | ---------------------------------------- |
| 初回限定生産盤      | CD+2DVD+スマートフォン用タッチペン         | CD:M1〜M13 DVD-1:Music Clip & Music Clip Making DVD-2:ドキュメンタリー映像    |                                          |
| 初回限定生産盤      | CD+Blu-ray Disc+スマートフォン用タッチペン | CD:M1〜M13 Blu-ray Disc:Music Clip & Music Clip Making & ドキュメンタリー映像 |                                          |
| 通常盤              | CD+DVD                                     | CD:M1〜M13 DVD:Music Clip & Music Clip Making                                 |                                          |
| 通常盤              | CDonly                                     | CD:M1〜M14                                                                    |                                          |
| mu-moショップ限定盤 | 2CD                                        | CD-1:M1〜M14 CD-2:M1〜9                                                       |                                          |
| mu-moショップ限定盤 | PLAYBUTTON                                 | M1〜M13                                                                       | ライブ会場のCD販売ブースでも販売された。 |

## 注意点
- 以上6形態の販売。
- 28thシングル「No cry No more」、29thシングル「CALL」は、2ndベストアルバム「#AAABEST」に収録されているため、このアルバムには収録されていない。

## 収録内容
CD・PLAYBUTTON
1. 777 OPENING [1:51]
(作曲：Shingo Yasumoto, Hirofumi Hibino / 編曲：Shingo Yasumoto)
インスト曲。
2. Charge & Go! [6:24] (全員)
(作詞：Kenn Kato / Rap詞：Mitsuhiro Hidaka / 作曲：Tetsuya_Komuro / 編曲：ArmySlick)
30thシングル。
TanoCa 限定配信第2弾シングル。
3. 777 〜We can sing a song!〜 [5:00] (全員)
(作詞：leonn / Rap詞：Mitsuhiro Hidaka / 作曲：Hirofumi Hibino / 編曲：BLUE☆BiRDS / ブラスセクションアレンジ：YOKAN)
33rdシングル。
4. SAILING [4:30] (全員)
(作詞・作曲：Tetsuya_Komuro / Rap詞：Mitsuhiro Hidaka / 編曲：ArmySlick)
31stシングル。
5. Perfect [3:46] (西島・浦田・日高・與・末吉)
(作詞：SHIROSE from SHIROSE JUKU, NOA from SHIROSE JUKU / Rap詞：Mitsuhiro Hidaka / 作曲：SHIROSE from SHIROSE JUKU, Shimada from SHIROSE JUKU, KEN MATSUOKA from SHIROSE JUKU / 編曲：IkutaMachine)
新録曲。
6. Lights [5:02] (全員)
(作詞：Yusuke Toriumi / Rap詞：Mitsuhiro Hidaka / 作曲：BOUNCEBACK / 編曲：Tohru Watanabe)
30thシングルのカップリング曲。
7. Last Love [3:32] (宇野・伊藤)
(作詞：SHIROSE from SHIROSE JUKU, GASHIMA from SHIROSE JUKU, NIKKI from SHIROSE JUKU / 作曲：SHIROSE from SHIROSE JUKU, NIKKI from SHIROSE JUKU, Shimada from SHIROSE JUKU, KEN MATSUOKA from SHIROSE JUKU / 編曲：ArmySlick)
新録曲。
8. I $ M [5:20] (全員)
(作詞：Goro Matsui, Kenn Kato, BOUNCEBACK, kenko-p, leonn, Kyasu Morizuki / Rap詞：Mitsuhiro Hidaka / 作曲：Kazuyuki Akita / 編曲：Kazuki Kumagai)
32ndシングルのカップリング曲。
本アルバムのアートワークの撮影と同時に、ミュージックビデオが撮影された。
9. Sorry, I... [3:39] (全員)
(作詞：KAJI KATSURA / Rap詞：Mitsuhiro Hidaka / 作曲：Cube Juice / 編曲：Remo-con)
新録曲。
10. Still Love You [5:23] (全員)
(作詞：KAJI KATSURA / Rap詞：Mitsuhiro Hidaka / 作曲：SHIROSE from WHITE JAM・her0ism・DJ first from WHITE JAM BEATZ / 編曲：ats-)
32ndシングル。
11. WISHES [5:54] (全員)
(作詞・作曲：SHINJIROH INOUE / 編曲：Sin)
31stシングルのカップリング曲。
12. Thank you (39 ver.) [5:52] (全員)
(作詞：Kyasu Morizuki / Rap詞：Mitsuhiro Hidaka / 作曲：Tetsuya_Komuro / 編曲：Sin)
TanoCa 限定配信第1弾シングル。
かつて配信されていたものとバージョン違いで新たに収録。
13. ウィーアー! [4:10] (全員)
(作詞：藤林聖子 / 作曲：田中公平 / 編曲：ats-)
新録曲。
14. Special Summer Medley (SUNSHINE〜No End Summer〜Summer Revolution) [4:51] (全員)
新録曲。
CD only・mu-moショップ限定盤・PLAYBUTTONのみ収録。

CD mu-moショップ限定盤
1. Think about 6th AAA Anniversary〜season13〜 (4:50)
2. Think about 6th AAA Anniversary〜season14〜 (5:53)
3. Think about 6th AAA Anniversary〜season15〜 (8:51)
4. Think about 6th AAA Anniversary〜season16〜 (7:40)
5. Think about 6th AAA Anniversary〜season17〜 (9:52)
6. Think about 6th AAA Anniversary〜season18〜 (8:44)
7. Think about 6th AAA Anniversary〜season19〜 (8:44)
8. Think about 6th AAA Anniversary〜season20〜 (10:01)
9. Think about 6th AAA Anniversary〜season21〜 (7:11)

Blu-ray（初回限定盤）
1. Charge & Go! [Music Clip]
2. SAILING [Music Clip]
3. Still Love You [Music Clip]
4. 777 〜We can sing a song!〜 [Music Clip]
5. I $ M [Music Clip]
6. 777 〜We can sing a song!〜 [Music Clip Offshot]
7. I $ M [Music Clip Making]
8. ドキュメンタリー映像「AAA TOUR 2012 -777- TRIPLE SEVEN への道」

DVD
1. Charge & Go! [Music Clip]
2. SAILING [Music Clip]
3. Still Love You [Music Clip]
4. 777 〜We can sing a song!〜 [Music Clip]
5. I $ M [Music Clip]
6. 777 〜We can sing a song!〜 [Music Clip Offshot]
7. I $ M [Music Clip Making]

DVD（初回限定盤(DISC-2)）
1. ドキュメンタリー映像「AAA TOUR 2012 -777- TRIPLE SEVEN への道」